# Denis Thatcher
Sir Denis Thatcher, I baronetto (Lewisham, 10 maggio 1915 – Londra, 26 giugno 2003), è stato un militare e imprenditore britannico, maggiore del Territorial Army.
Era marito del Primo ministro britannico Margaret Thatcher e figlio maggiore dell'emigrato neozelandese Thomas Herbert Thatcher.
Si sposò in prime nozze con Margaret Doris Kempson, da cui divorziò nel 1948. In seguito sposò Margaret Roberts il 13 dicembre 1951 e dalla loro unione nacquero due figli.

## Biografia

### Primi anni
Proveniente da una famiglia di agricoltori, nacque a Lewisham, ma andò ad abitare ad Uffington. All'età di otto anni entrò in una scuola preparatoria, la Mill Hill School, come convittore a Bognor Regis. A 18 anni si arruolò nell'esercito britannico.

### Guerra
Durante la seconda guerra mondiale prestò servizio, come sottotenente, nella 34 Searchlight, un'unità militare che faceva parte del Queen's Own Royal West Kent Regiment dei Royal Engineers. Il 1º agosto 1940 si trasferì alla Royal Artillery. Fu promosso prima capitano e poi maggiore. Prese parte alla Sbarco in Sicilia e alla Campagna d'Italia. Il suo nome apparve due volte nei bollettini di guerra e nel 1945 fu nominato membro dell'Ordine dell'Impero Britannico: la prima raccomandazione per l'Ordine avvenne l'11 gennaio 1945, in Italia; la seconda il 29 novembre dello stesso anno, di nuovo per il servizio in Italia. Fu promosso tenente l'11 aprile 1945; nel 1946 fece ritorno presso la famiglia e venne a sapere della morte del padre.
Rimase nel Territorial Army fino a quando andò in pensione, cioè il 10 maggio 1965, mantenendo il titolo di maggiore. Il 21 settembre 1982 venne insignito della Territorial Decoration per il suo servizio.

### Morte
Il 17 gennaio 2003 il maggiore Sir Denis Thatcher subì un'operazione di bypass aorto-coronarico della durata di sei ore. Sir Denis aveva lamentato mancanza di fiato nelle settimane precedenti il giorno di Natale del 2002 e il problema fu individuato all'inizio di gennaio.
Morì il 26 giugno dello stesso anno, di cancro al pancreas, presso il Lister Hospital di Londra. Il 30 giugno 2003 vennero celebrati i funerali di Stato.

## Pubblicazioni
- 1996: Below the parapet: the biography of Denis Thatcher, scritto da Carol Thatcher - ISBN 9780002556057

## Altri media
Nel 1983 Denis Thatcher fu protagonista del videogioco satirico britannico Denis Through the Drinking Glass.
Nel film The Iron Lady del 2011 Thatcher è un personaggio importante ed è interpretato da Jim Broadbent.
Nella quarta stagione della serie Netflix The Crown compare in diverse occasioni e con un ruolo rilevante ed è interpretato da Stephen Boxer.